# Akutan
Akutan város az USA Alaszka államában, Aleutians East megyében. Lakosainak száma 1589 fő (2020. április 1.).

## Népesség
A település népességének változása:
| Lakosok száma | 65   | 1027 | 1589 |
|               | 1880 | 2010 | 2020 |